# Петров, Константин Григорьевич
Константи́н Григо́рьевич Петро́в (1908—1995) — инициатор стахановского движения в 1935 году на шахте «Центральная-Ирмино», парторг ЦК ВКП(б).

## Биография
Родился 25 октября (7 ноября) 1908 года в семье железнодорожника на станции Лещиновка Полтавской губернии (ныне Кобелякский район Полтавской области Украины).
Семья жила тяжело. В 1915 году приехали в Голубовку (ныне г. Кировск). В 1920 году Костя Петров устраивается в детский дом конюхом, а потом становится воспитанником этого детского дома. Затем — учёба в алчевской школе. С 1923 по 1926 годы обучался в Луганской профтехшколе, по окончании которой работал слесарем, хронометражистом на шахтах, в том числе на шахте 4-77 Голубовского рудника Кадиевского района.
В 1927 году его избирают секретарем ячейки ЛКСМУ шахты № 4/77 в Голубовке. С 1929 года Петров К. Г. — на партийной работе. С 1934 по 1936 годы работает парторгом шахты «Центральная-Ирмино», инициатор и организатор рекорда А. Г. Стаханова. В 1937—1940 годах — директор шахты «Центральная-Ирмино».
С 1940 года обучался в Промышленной академии в Москве. В 1941—1942 годах был командиром укрепрайона 8-й армии Южного фронта, начальником шахты № 36 в Караганде.
Все последующие годы — на партийной и хозяйственной работе.
1 марта 1986 года выступал на XXVII съезде КПСС, где в частности посетовал, что про шахтёров не снимают фильмов и не пишут новые песни.
Умер 29 июня 1995 года, похоронен в г. Стаханове на кладбище № 36.

## Память
- В декабре 2009 года на здании налоговой полиции города Стаханова (ранее — здание треста «Стахановшахтострой») установлена мемориальная доска К. Г. Петрову.[2]

## Награды
- Герой Социалистического Труда (1975).
- Награждён двумя орденами Ленина, орденом Октябрьской Революции, орденом Отечественной войны 2 степени, орденом «Знак Почёта», медалями СССР.
- Кавалер знака «Шахтёрская слава» трёх степеней.
- Почётный гражданин города Стаханова.
- Почётный гражданин города Ирмино.